# Vitriolo

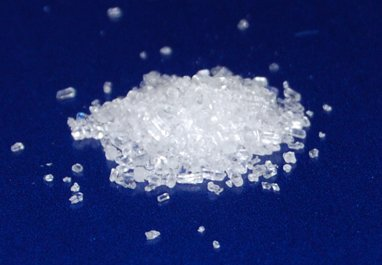
Vitriolo

El término vitriolo proviene de la palabra "vidrio". 

## En química y alquimia
Antiguamente se llamaba vitriolo a diversos minerales, principalmente al vitriolo o caparrosa azul (sulfato cúprico), siendo todos ellos sulfatos cuyos cristales tenían semejanza con el vidrio: de ahí su nombre.
De estas sales podía obtenerse el ácido sulfúrico, que llamaban aceite de vitriolo o excreto de vitriolo. A partir de esto, a veces se llamó simplemente vitriolo a dicho ácido, en especial cuando está concentrado.
| Nombre                                 | Compuesto                        |
| -------------------------------------- | -------------------------------- |
| Vitriolo o Aceite de vitriolo          | Ácido sulfúrico                  |
| Vitriolo amoniacal                     | Sulfato de amonio                |
| Vitriolo o caparrosa azul              | Sulfato cúprico                  |
| Vitriolo blanco                        | Sulfato de zinc                  |
| Vitriolo de plomo                      | Anglesita (Sulfato de plomo (II) |
| Vitriolo o caparrosa verde             | Sulfato de hierro (II)           |
| Vitriolo de Marte o caparrosa marciana | Sulfato de hierro (III)          |
| Vitriolo rojo                          | Sulfato de cobalto (II)          |